# Islote Melendres
Islote Melendres är en ö i Mexiko. Den ligger i bukten Bahía Santa María och tillhör kommunen Navoleto i delstaten Sinaloa, i den västra delen av landet.